# Philipsburgite
La philipsburgite è un minerale. È l'arseniato analogo della kipushite.